# Chutory (obwód chmielnicki)
Chutory (ukr. Хутори) – wieś w rejonie starokonstantynowskim obwodu chmielnickiego.